# Il romanzo dei Tre Regni
Il romanzo dei Tre Regni (三国演义S, Sānguó yǎnyìP), scritto da Luo Guanzhong (罗贯中) nel XIV secolo (1330-1400 circa), è uno dei quattro grandi romanzi classici della letteratura cinese.

## Storia
È un romanzo storico basato su eventi accaduti negli ultimi anni della dinastia Han, nel periodo dei Tre Regni della Cina, che inizia nel 169 e termina con la riunificazione del paese nel 280. Si tratta di un'opera imponente suddivisa in 120 capitoli, di circa 800.000 caratteri e con quasi un migliaio di personaggi, per lo più di ispirazione storica.
È uno dei libri più letti e citati in Cina, sia in epoca imperiale sia moderna, al punto che molte frasi dell'opera hanno assunto un valore proverbiale nella lingua cinese, ad esempio: «parli di Cáo Cāo ed ecco che Cáo Cāo arriva» (说曹操，曹操就到), equivalente a «parli del diavolo e spuntano le corna».
Il romanzo riporta i conflitti militari e politici tra i Tre Regni a cui fa riferimento il titolo: quelli di Cao Wei (魏), Shu Han (蜀) e Wu Orientale (吳).

## Edizioni
- Luo Guanzhong, Il romanzo dei Tre Regni, traduzione di Vincenzo Cannata, Milano, Luni Editrice, 2022, ISBN 978-88-7984-765-0.

## Opere derivate

### Videogiochi
- Dynasty Warriors
- The Legend of Three Kingdoms